# Aulo Gustafsson
Pour les articles homonymes, voir Gustafsson.
Aulo Lemuel Gustafsson, né le 5 décembre 1908 à Stockholm et mort le 19 août 1982 dans la même ville, est un nageur suédois.

## Carrière
Aulo Gustafsson remporte la médaille d'argent du relais 4 × 200 mètres nage libre des championnats d'Europe de natation 1927. Il participe aux Jeux olympiques d'été de 1928 à Amsterdam, terminant cinquième de la finale du relais 4 × 200 mètres nage libre.